# 七条通
七条通（しちじょうどおり、京言葉：ひちじょうどおり、ひっちょうどおり）は京都市の主要な東西の通りの一つ、京都府道113号梅津東山七条線のほとんどの区間を占める。京都市内の中心部は平安京の七条大路にあたる。

## 概要
東は東大路通との交差点、東山七条が起点。西は葛野大路通を越えて南に曲がり桂川に架かる桂大橋東詰で八条通と合流する。西の末端部は山陰街道である。
近世においては、現在の七条千本付近が洛中・洛外の境界であり、そこから七条通を西に延ばす形で山陰街道が続いていた。明治末期から大正初期にかけての京都市三大事業によって東大路通から大宮通まで、その後の大正 - 昭和初期の都市計画事業によって西は西大路通までが拡幅され、京都市電（七条線）が敷設された。そのため西大路から西に約700 m先の大門町バス停付近から道幅が細くなる。葛野大路通以西は川勝寺バス停付近で京都府道113号（ほほえみ通り）および分かれる葛野西通との重複区間のみ拡幅されている。以西は狭くなり南下。桂大橋の東側や山陰街道（旧山陰街道）の樫原付近では旧街道の面影が残されている。

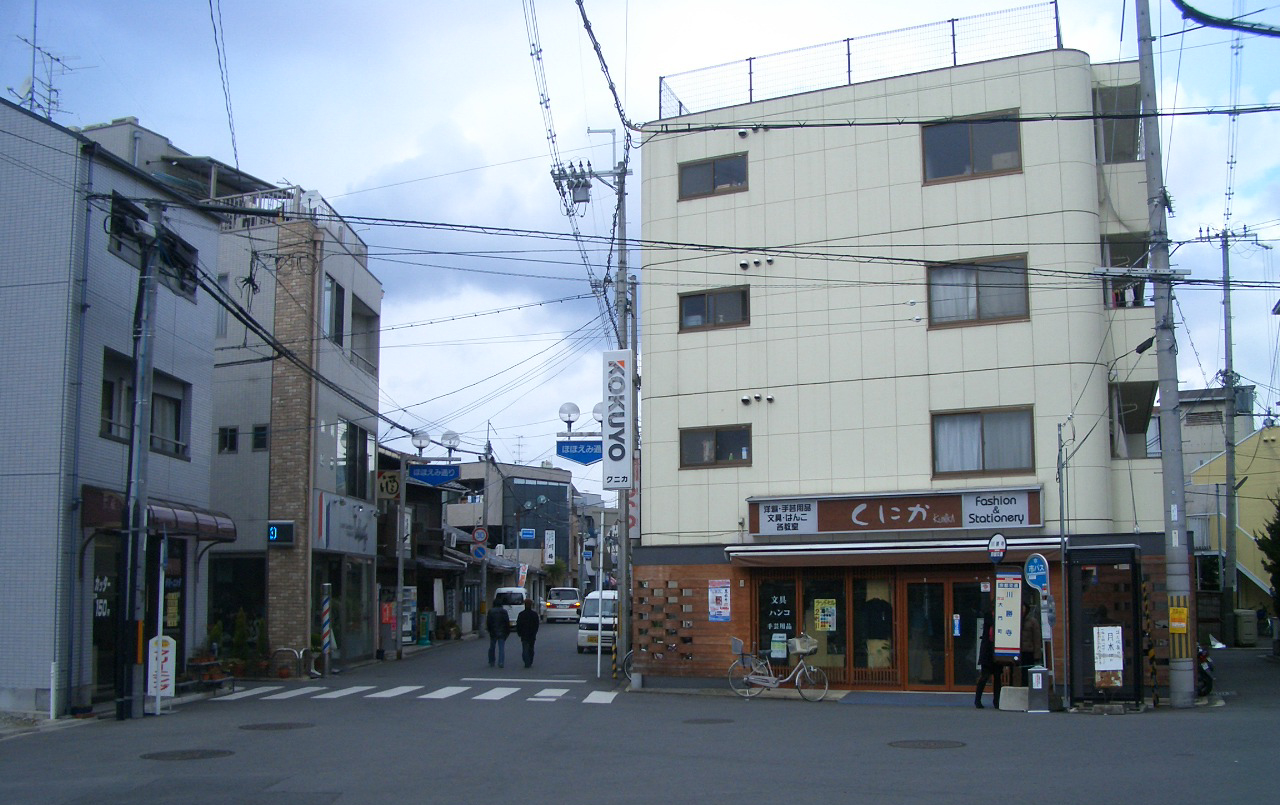
川勝寺バス停付近

東山七条付近に京都国立博物館・三十三間堂・智積院・養源院がある。また烏丸七条上ルに東本願寺、堀川七条上ルに西本願寺がある。千本七条には京の台所である京都市中央卸売市場第一市場がある。この付近は道幅が広く通りに沿って駐車スペースが設けられている。

## 読み方
「七条」の行政上の発音・表記は「しちじょう」だが、地元の方言では「ひちじょう」もしくは「ひっちょう」と発音される。市バスの停留所名では、七条を冠したものはあえて「ななじょう」と読ませ、車内アナウンスでも「ななじょうどおり」と放送されるほか、道路交通情報でも「ななじょう～」の読みを使用し、一条（いちじょう）、四条（しじょう）との聞き間違いを防いでいる。

## 沿道の主な施設
- 智積院 - 東山七条（東大路通）東面
- 京都国立博物館 - 大和大路通東入
- 三十三間堂 - 大和大路通角
- 京阪電気鉄道 - 七条駅
- 七条大橋[注釈 4]（鴨川）
- 旧七条警察署 （現・京都駅前運転免許更新センター）- 烏丸通下ル東側
- 真宗本廟（東本願寺） - 烏丸通北西
- 西本願寺 - 堀川通上ル西側
- 興正寺 - 堀川通角
- 龍谷大学大宮学舎 - 大宮通角
- 梅小路公園 - 千本通
- 京都水族館 - 同上
- 京都鉄道博物館 - 同上
- 京都市中央卸売市場第一市場 - 同上